# Dulle Grietmuseum
Het Dulle Grietmuseum was van 1990 tot 2018 een museum aan de Kloosterstraat 37 in de Belgische stad Peer.
In het voormalige woonhuis van de componist Armand Preud'homme werd in 1990 het Armand Preud'homme- en Heemkundig Museum geopend. Het heemkundig museum, later het Dulle Grietmuseum, was een ambachtenmuseum, ook al refereert de laatste naam aan iets anders, namelijk aan het schilderij Dulle Griet, van Pieter Bruegel de Oude.
In het museum werd de teelt en bewerking getoond van drie voortbrengselen van de landbouw die voor deze streek belangrijk waren en wel: vlas, boekweit en bijenwas. Hierbij moet worden opgemerkt dat het roten in Grote-Brogel werd beoefend, en dat zich op de Markt te Peer een wasblekerij bevond.
In hetzelfde pand bevindt zich het Armand Preud'homme-museum. Het aantal bezoekers was in 2018 zodanig geslonken, dat de gemeente beide musea in 2018 sloot.